# Deon McCaulay
Deon Lincoln McCaulay, né le 20 septembre 1987 à Belize City (Belize), est un footballeur international bélizien jouant au poste d'attaquant.

## Biographie

### Parcours en club
Après les débuts en professionnel au Kremandala, en 2005, il est transféré au FC Belize en 2006, avant de changer de nouveau de club, en partant en 2007 pour le Belize Defence Force. En 2008, il part pour le Costa Rica, au Puntarenas FC, pour finalement revenir fin 2008 au FC Belize. De nouveau, il revient dans un club avec lequel il a déjà joué, le Belize Defense Force. Il part au Honduras en 2009. Il joue au Deportes Savio pendant deux ans, 25 matchs et marque 4 buts. De 2011 à 2014, il revient jouer dans son pays natal, avec le Raymond Gentle-City Boys United, puis les Belmopan Bandits. En 2014, il rejoint les Atlanta Silverbacks de la NASL aux États-Unis. À l'issue d'une saison où il a inscrit cinq buts en 21 rencontres, son contrat n'est pas prolongé,.

### Parcours en équipe nationale
Deon McCaulay fait ses débuts en équipe nationale du Belize en 2007. Il participe aux qualifications pour les Coupes du monde 2010, 2014 et 2018.
Il compte 51 sélections et 25 buts avec l'équipe du Belize depuis 2007.
Lors de la Copa Centroamericana 2013, il réalise l'exploit en inscrivant le but de la victoire contre le Nicaragua, dans les arrêts de jeu, qualifiant ainsi son pays pour les demi-finales du tournoi et pour la première fois de l'histoire de la sélection bélizienne, en Gold Cup.

## Statistiques

### En sélection nationale
| Sélection | Année | Matchs | Buts |
| --------- | ----- | ------ | ---- |
| Belize    | 2007  | 3      | 2    |
| Belize    | 2008  | 4      | 2    |
| Belize    | 2010  | 2      | 0    |
| Belize    | 2011  | 11     | 11   |
| Belize    | 2013  | 9      | 1    |
| Belize    | 2014  | 3      | 1    |
| Belize    | 2015  | 4      | 4    |
| Belize    | 2016  | 1      | 0    |
| Belize    | 2017  | 5      | 1    |
| Belize    | 2018  | 4      | 1    |
| Belize    | 2019  | 5      | 2    |
| Total     | Total | 51     | 25   |

### Buts en sélection
| Buts de Deon McCaulay en sélection | Buts de Deon McCaulay en sélection | Buts de Deon McCaulay en sélection          | Buts de Deon McCaulay en sélection | Buts de Deon McCaulay en sélection | Buts de Deon McCaulay en sélection         | Buts de Deon McCaulay en sélection |
| ---------------------------------- | ---------------------------------- | ------------------------------------------- | ---------------------------------- | ---------------------------------- | ------------------------------------------ | ---------------------------------- |
| -                                  | Date                               | Lieu                                        | Adversaire                         | Résultat                           | Compétition                                |                                    |
| 1                                  | 12 février 2007                    | San Salvador (Salvador)                     | Nicaragua                          | 2-4                                | Coupe UNCAF 2007                           |                                    |
| 2                                  | 12 février 2007                    | San Salvador (Salvador)                     | Nicaragua                          | 2-4                                | Coupe UNCAF 2007                           |                                    |
| 3                                  | 6 février 2008                     | Guatemala City (Guatemala)                  | Saint-Christophe-et-Niévès         | 3-1                                | Éliminatoires Coupe du monde 2010          |                                    |
| 4                                  | 6 février 2008                     | Guatemala City (Guatemala)                  | Saint-Christophe-et-Niévès         | 3-1                                | Éliminatoires Coupe du monde 2010          |                                    |
| 5                                  | 15 juin 2011                       | Couva (Trinité-et-Tobago)                   | Montserrat                         | 2-5                                | Éliminatoires Coupe du monde 2014          |                                    |
| 6                                  | 15 juin 2011                       | Couva (Trinité-et-Tobago)                   | Montserrat                         | 2-5                                | Éliminatoires Coupe du monde 2014          |                                    |
| 7                                  | 15 juin 2011                       | Couva (Trinité-et-Tobago)                   | Montserrat                         | 2-5                                | Éliminatoires Coupe du monde 2014          |                                    |
| 8                                  | 17 juillet 2011                    | San Pedro Sula (Honduras)                   | Montserrat                         | 3-1                                | Éliminatoires Coupe du monde 2014          |                                    |
| 9                                  | 2 septembre 2011                   | Saint-Georges (Grenade)                     | Grenade                            | 0-3                                | Éliminatoires Coupe du monde 2014          |                                    |
| 10                                 | 2 septembre 2011                   | Saint-Georges (Grenade)                     | Grenade                            | 0-3                                | Éliminatoires Coupe du monde 2014          |                                    |
| 11                                 | 6 septembre 2011                   | Belmopan (Belize)                           | Guatemala                          | 1-2                                | Éliminatoires Coupe du monde 2014          |                                    |
| 12                                 | 11 octobre 2011                    | Guatemala City (Guatemala)                  | Guatemala                          | 3-1                                | Éliminatoires Coupe du monde 2014          |                                    |
| 13                                 | 11 novembre 2011                   | Belmopan (Belize)                           | Saint-Vincent-et-les-Grenadines    | 1-1                                | Éliminatoires Coupe du monde 2014          |                                    |
| 14                                 | 15 novembre 2011                   | Kingstown (Saint-Vincent-et-les-Grenadines) | Saint-Vincent-et-les-Grenadines    | 0-2                                | Éliminatoires Coupe du monde 2014          |                                    |
| 15                                 | 15 novembre 2011                   | Kingstown (Saint-Vincent-et-les-Grenadines) | Saint-Vincent-et-les-Grenadines    | 0-2                                | Éliminatoires Coupe du monde 2014          |                                    |
| 16                                 | 22 janvier 2013                    | San José (Costa Rica)                       | Nicaragua                          | 2-1                                | Copa Centroamericana 2013                  |                                    |
| 17                                 | 7 septembre 2014                   | Dallas (États-Unis)                         | Guatemala                          | 1-2                                | Copa Centroamericana 2014                  |                                    |
| 18                                 | 11 juin 2015                       | Santo Domingo (République dominicaine)      | République dominicaine             | 2-1                                | Éliminatoires Coupe du monde 2018          |                                    |
| 19                                 | 11 juin 2015                       | Santo Domingo (République dominicaine)      | République dominicaine             | 2-1                                | Éliminatoires Coupe du monde 2018          |                                    |
| 20                                 | 14 juin 2015                       | Belmopan (Belize)                           | République dominicaine             | 3-0                                | Éliminatoires Coupe du monde 2018          |                                    |
| 21                                 | 8 septembre 2015                   | Belmopan (Belize)                           | Canada                             | 1-1                                | Éliminatoires Coupe du monde 2018          |                                    |
| 22                                 | 17 janvier 2017                    | Panama City (Panama)                        | Salvador                           | 1-3                                | Copa Centroamericana 2017                  |                                    |
| 23                                 | 7 septembre 2018                   | Belmopan (Belize)                           | Bahamas                            | 4-0                                | Éliminatoires de la Gold Cup 2019          |                                    |
| 24                                 | 8 septembre 2019                   | Belmopan (Belize)                           | Grenade                            | 1-2                                | Ligue des nations de la CONCACAF 2019-2020 |                                    |
| 25                                 | 14 novembre 2019                   | Belmopan (Belize)                           | Guyane                             | 2-0                                | Ligue des nations de la CONCACAF 2019-2020 |                                    |